# هاردیک سینگ
هاردیک سینگ (انگلیسی: Hardik Singh؛ زادهٔ ۲۳ سپتامبر ۱۹۹۸) بازیکن هاکی روی چمن است.